# مانسن سنتر (ماساچوست)
مانسن سنتر (به انگلیسی: Monson Center) یک منطقهٔ مسکونی در ایالات متحده آمریکا است که در شهرستان همپدن، ماساچوست واقع شده‌است. مانسن سنتر ۸٫۷۲ کیلومتر مربع مساحت و ۲٬۱۰۷ نفر جمعیت دارد و ۱۱۲٫۷۸ متر بالاتر از سطح دریا واقع شده‌است.